# Kampioenschap van Zürich 2006
Het Kampioenschap van Zürich 2006 was de 93ste en laatste editie van deze wielerkoers (ook wel bekend als Züri-Metzgete) en werd verreden op 1 oktober, in en rond Zürich, Zwitserland. Aan de start stonden 169 renners. Slechts 64 coureurs bereikten de eindstreep in Zürich, met Nicolas Vogondy (Frankrijk) als laatste op ruim 18 minuten van winnaar Samuel Sánchez.                   

## Uitslag
| Kampioenschap van Zürich 2006 |                   |                       |            |
| Plaats                        | Naam              | Ploeg                 | Tijd       |
| Winnaar                       | Samuel Sánchez    | Euskaltel-Euskadi     | 6u 03' 48" |
| 2                             | Stuart O'Grady    | Team CSC              | + 30"      |
| 3                             | Davide Rebellin   | Team Gerolsteiner     | z.t.       |
| 4                             | Michael Boogerd   | Rabobank              | z.t.       |
| 5                             | Fabian Cancellara | Team CSC              | + 36"      |
| 6                             | Cristian Moreni   | Cofidis               | z.t.       |
| 7                             | Nicki Sørensen    | Team CSC              | z.t.       |
| 8                             | Vladimir Goesev   | Discovery Channel     | + 1' 17"   |
| 9                             | Danilo Di Luca    | Liquigas              | + 1' 20"   |
| 10                            | Filippo Pozzato   | Quick Step-Innergetic | z.t.       |
|                               |                   |                       |            |
| 17                            | Stijn Devolder    | Discovery Channel     | + 1' 32"   |